# Halosar-val
De Halosar-val is een openingsval in het Blackmar-Diemergambiet. De val is vernoemd naar de Duitse schaker Hermann Halosar, geboren rond 1910.
De openingsval gaat als volgt :
1. d4 d5 

2. e4 dxe4 

(zie diagram 1)

3. Pc3 Pf6 

4. f3 

Dit is het Blackmar-Diemer-gambiet.
4. ... exf3 Nu staat er het Rydergambiet op het bord. 

(zie diagram 2)
In plaats Pxf3 te spelen, slaat wit de pion met de dame. Aldus wordt zwart uitgenodigd om met de dame de d-pion te slaan. 

5. Dxf3 Dxd4 

6. Le3 Db4 

(zie diagram 3)
(6. ... Dg4 is een goede zet, en dan heeft wit onvoldoende compensatie voor de geofferde pion.)
Wit gaat nu (lang) rokeren, ondanks de dreiging van een röntgen-aanval op de dame en toren.
7. 0-0-0 Lg4
8. Pb5!
Dreigt mat met Pxc7; zwart kan het paard niet slaan met Dxb5, omdat wit daarna Lxb5+ speelt. Zwart moet Pa6 spelen. Wit heeft vervolgens een sterke aanval met Dxb7, waarop zwart wederom geen keus heeft. Bijvoorbeeld:
8. ... Pa6
9. Dxb7 De4
10 Dxa6 Dxe3+
11 Kb1 Dc5
12. Db7 Lxd1
13. Dxa8+ Kd7
14. Pc3